# Élections parlementaires dominicaines de 2024
Les élections parlementaires dominicaines de 2024 ont lieu le 19 mai 2024, en même temps que le premier tour de l'élection présidentielle, afin de renouveler pour quatre ans les 190 membres de la Chambre des députés et les 32 membres du Sénat qui composent le Congrès national de la République dominicaine.
Les résultats sont une très nette victoire pour le Parti révolutionnaire moderne (PRM), qui remporte la majorité absolue des sièges dans les deux chambres, tandis que son dirigeant, Luis Abinader, est réélu le même jour à la présidence du pays.

## Contexte
Les élections parlementaires de 2020 conduisent à une alternance au profit du Parti révolutionnaire moderne (PRM) mené par Luis Abinader, qui remporte de son côté la présidentielle dès le premier tour. Le PRM réunit ainsi une majorité absolue des suffrages, lui assurant une solide majorité dans les deux chambres du parlement.
Considérées comme un test électoral majeur pour les partis en lice, les élections municipales de février 2024 conduisent à leur tour à la victoire écrasante du PRM, qui arrive en tête dans 30 provinces sur 32 et décroche 122 municipalités, soit environ 70 % d'entre elles.

## Système électoral
Le Congrès national de la République dominicaine est un parlement bicaméral doté d'une chambre basse, la Chambre des députés, et d'une chambre haute, le Sénat.
La Chambre des députés est dotée de 190 sièges dont 178 pourvus pour quatre ans au scrutin proportionnel plurinominal dans 32 circonscriptions électorales plurinominales correspondants aux 31 provinces plus le district national de la capitale Saint-Domingue. Le nombre de sièges par circonscription varie en fonction de leur population, à raison d'un minimum de deux sièges plus un par tranche de 50 000 habitants, et un dernier pour une éventuelle tranche supplémentaire de 25 000 habitants. A ce total s'ajoute 5 autres sièges compansatoires distribués en priorité aux partis ayant franchi le seuil électoral de 1 % des suffrages exprimés au niveau national mais n'ayant obtenu aucun siège dans les circonscriptions. Enfin, 7 sièges sont reservés depuis 2016 à la diaspora dans une unique circonscription extra nationale, selon le même mode de scrutin,.
Le Sénat est quant à lui composé de 32 sièges pourvus pour quatre ans au scrutin uninominal majoritaire à un tour dans autant de circonscription correspondant également aux 31 provinces plus le district national de la capitale Saint-Domingue,. Les deux élections ont lieu sur un bulletin unique, une voix pour le candidat au sénat équivalant à une voix pour son parti à la chambre des députés.
Sont éligibles les individus ayant la citoyenneté dominicaine âgés d'au moins 25 ans, jouissant de leurs droits civiques et politiques et étant nés dans la circonscription où ils se présentent ou en ayant été résidents depuis au moins cinq années sans interruption. Seuls peuvent être candidats les personnes présentées par l'un des partis officiellement reconnus par la Junte centrale électorale. Les candidatures indépendants sont par conséquent impossibles. Un mandat de député ou de sénateur est incompatible avec une fonction publique.

## Résultats

### Sénat
|                          |                                           |           |       |       |        |               |  |  |  |
| Parti                    | Parti                                     | Voix      | %     | +/-   | Sièges | +/-           |  |  |  |
|                          | Parti révolutionnaire moderne             | 1 876 246 | 45,54 | 0,30  | 24     | 7             |  |  |  |
|                          | Force du peuple (FP)                      | 797 059   | 19,35 | 15,72 | 3      | 2             |  |  |  |
|                          | Parti de la libération dominicaine        | 726 833   | 17,64 | 14,77 | 0      | 6             |  |  |  |
|                          | Parti révolutionnaire dominicain          | 105 227   | 2,55  | 0,30  | 0      | en stagnation |  |  |  |
|                          | Parti réformiste social chrétien          | 58 691    | 1,42  | 1,54  | 1      | 5             |  |  |  |
|                          | Dominicains pour le changement            | 49 940    | 1,21  | 0,03  | 0      | 1             |  |  |  |
|                          | Bloc social démocratique institutionnel   | 44 858    | 1,09  | 0,14  | 0      | 1             |  |  |  |
|                          | Parti de l'unité nationale                | 40 056    | 0,97  | 0,44  | 0      | en stagnation |  |  |  |
|                          | Justice sociale                           | 39 762    | 0,97  | Nv    | 0      | en stagnation |  |  |  |
|                          | Pays possible                             | 35 993    | 0,97  | 0,69  | 0      | en stagnation |  |  |  |
|                          | Alliance du pays                          | 27 307    | 0,66  | 0,73  | 0      | en stagnation |  |  |  |
|                          | Génération de serviteurs                  | 25 097    | 0,61  | Nv    | 0      | en stagnation |  |  |  |
|                          | Alliance pour la démocratie               | 22 235    | 0,54  | 0,01  | 0      | en stagnation |  |  |  |
|                          | Parti social démocratique révolutionnaire | 21 518    | 0,52  | 0,07  | 0      | en stagnation |  |  |  |
|                          | Parti rénovation civique                  | 20 405    | 0,50  | 0,42  | 0      | en stagnation |  |  |  |
|                          | Parti démocrate chrétien Quisqueyano      | 20 144    | 0,49  | 0,05  | 0      | en stagnation |  |  |  |
|                          | Parti humaniste dominicain                | 19 767    | 0,48  | 0,07  | 0      | en stagnation |  |  |  |
|                          | Choix démocratique                        | 19 043    | 0,46  | Nv    | 0      | en stagnation |  |  |  |
|                          | Mouvement de l'alternative démocratique   | 18 961    | 0,46  | 0,25  | 0      | en stagnation |  |  |  |
|                          | Parti du peuple d'abord                   | 17 631    | 0,43  | Nv    | 1      | 1             |  |  |  |
|                          | Parti réformiste libéral                  | 17 018    | 0,41  | 0,24  | 1      | 1             |  |  |  |
|                          | Front large                               | 13 504    | 0,33  | 0,31  | 0      | en stagnation |  |  |  |
|                          | Parti de l'espoir démocratique            | 12 337    | 0,30  | Nv    | 0      | en stagnation |  |  |  |
|                          | Parti libéral d'action                    | 10 946    | 0,27  | 0,10  | 0      | en stagnation |  |  |  |
|                          | Parti révolutionnaire indépendant         | 10 674    | 0,26  | 0,01  | 1      | 1             |  |  |  |
|                          | Parti socialiste chrétien                 | 9 948     | 0,24  | Nv    | 0      | en stagnation |  |  |  |
|                          | Parti populaire chrétien                  | 9 404     | 0,23  | 0,25  | 0      | en stagnation |  |  |  |
|                          | Union démocrate chrétienne                | 8 831     | 0,21  | 0,11  | 0      | en stagnation |  |  |  |
|                          | Parti démocratique institutionnel         | 8 180     | 0,20  | 0,03  | 0      | en stagnation |  |  |  |
|                          | Force progressive nationale               | 7 623     | 0,19  | 0,18  | 0      | en stagnation |  |  |  |
|                          | Pays pour tous                            | 7 575     | 0,18  | Nv    | 0      | en stagnation |  |  |  |
|                          | Parti démocratique du peuple              | 7 037     | 0,17  | 0,07  | 0      | en stagnation |  |  |  |
|                          | Parti socialiste vert                     | 5 910     | 0,14  | Nv    | 0      | en stagnation |  |  |  |
|                          | Parti national de la volonté citoyenne    | 4 268     | 0,10  | 0,09  | 0      | en stagnation |  |  |  |
|                          |                                           |           |       |       |        |               |  |  |  |
| Votes valides            | Votes valides                             | 4 120 028 | 96,77 |       |        |               |  |  |  |
| Votes blancs et nuls     | Votes blancs et nuls                      | 137 410   | 3,23  |       |        |               |  |  |  |
| Total                    | Total                                     | 4 257 438 | 100   | –     | 32     | en stagnation |  |  |  |
| Abstention               | Abstention                                | 3 888 110 | 47,73 |       |        |               |  |  |  |
| Inscrits / participation | Inscrits / participation                  | 8 145 548 | 52,27 |       |        |               |  |  |  |

### Chambre des députés
|                          |                                           |           |       |       |        |               |  |  |  |
| Parti                    | Parti                                     | Voix      | %     | +/-   | Sièges | +/-           |  |  |  |
|                          | Parti révolutionnaire moderne             | 2 065 198 | 48,39 | 7,55  | 134    | 48            |  |  |  |
|                          | Force du peuple (FP)                      | 731 232   | 17,13 | 12,86 | 27     | 24            |  |  |  |
|                          | Parti de la libération dominicaine        | 641 585   | 15,03 | 16,49 | 13     | 62            |  |  |  |
|                          | Parti révolutionnaire dominicain          | 92 441    | 2,17  | 3,35  | 1      | 3             |  |  |  |
|                          | Parti réformiste social chrétien          | 79 337    | 1,86  | 2,28  | 4      | 2             |  |  |  |
|                          | Dominicains pour le changement            | 55 093    | 1,29  | 0,16  | 2      | en stagnation |  |  |  |
|                          | Justice sociale                           | 50 855    | 1,29  | Nv    | 0      | en stagnation |  |  |  |
|                          | Parti de l'unité nationale                | 47 590    | 1,12  | 0,43  | 0      | en stagnation |  |  |  |
|                          | Pays possible                             | 37 896    | 0,89  | 0,51  | 0      | en stagnation |  |  |  |
|                          | Parti social démocratique révolutionnaire | 35 117    | 0,82  | 0,01  | 3      | 2             |  |  |  |
|                          | Parti rénovation civique                  | 33 774    | 0,79  | 0,20  | 1      | en stagnation |  |  |  |
|                          | Choix démocratique                        | 31 445    | 0,74  | Nv    | 0      | en stagnation |  |  |  |
|                          | Parti humaniste dominicain                | 30 030    | 0,70  | 0,58  | 0      | 1             |  |  |  |
|                          | Alliance du pays                          | 29 608    | 0,69  | 1,11  | 1      | 1             |  |  |  |
|                          | Mouvement de l'alternative démocratique   | 27 646    | 0,65  | 0,17  | 0      | en stagnation |  |  |  |
|                          | Bloc social démocratique institutionnel   | 26 885    | 0,63  | 0,30  | 0      | 2             |  |  |  |
|                          | Parti du peuple d'abord                   | 25 648    | 0,60  | Nv    | 0      | en stagnation |  |  |  |
|                          | Génération de serviteurs                  | 23 121    | 0,54  | Nv    | 0      | en stagnation |  |  |  |
|                          | Parti réformiste libéral                  | 23 113    | 0,54  | 0,15  | 1      | en stagnation |  |  |  |
|                          | Alliance pour la démocratie               | 22 884    | 0,54  | 0,12  | 0      | 2             |  |  |  |
|                          | Parti de l'espoir démocratique            | 19 579    | 0,46  | Nv    | 0      | en stagnation |  |  |  |
|                          | Parti révolutionnaire indépendant         | 18 578    | 0,44  | 0,13  | 0      | en stagnation |  |  |  |
|                          | Parti libéral d'action                    | 16 582    | 0,39  | 0,05  | 0      | en stagnation |  |  |  |
|                          | Parti démocrate chrétien Quisqueyano      | 16 533    | 0,39  | 0,10  | 1      | en stagnation |  |  |  |
|                          | Front large                               | 13 619    | 0,32  | 0,44  | 0      | 3             |  |  |  |
|                          | Parti démocratique du peuple              | 12 458    | 0,29  | 0,02  | 0      | en stagnation |  |  |  |
|                          | Parti populaire chrétien                  | 11 974    | 0,28  | 0,24  | 0      | en stagnation |  |  |  |
|                          | Union démocrate chrétienne                | 10 608    | 0,25  | 0,21  | 0      | en stagnation |  |  |  |
|                          | Parti socialiste chrétien                 | 10 041    | 0,24  | Nv    | 1      | 1             |  |  |  |
|                          | Parti socialiste vert                     | 9 069     | 0,21  | Nv    | 0      | en stagnation |  |  |  |
|                          | Parti démocratique institutionnel         | 6 298     | 0,15  | 0,05  | 0      | en stagnation |  |  |  |
|                          | Parti national de la volonté citoyenne    | 4 722     | 0,11  | 0,20  | 1      | 1             |  |  |  |
|                          | Pays pour tous                            | 4 310     | 0,10  | Nv    | 0      | en stagnation |  |  |  |
|                          | Force progressive national                | 2 885     | 0,07  | 0,20  | 0      | en stagnation |  |  |  |
|                          |                                           |           |       |       |        |               |  |  |  |
| Votes valides            | Votes valides                             | 4 267 754 | 96,81 |       |        |               |  |  |  |
| Votes blancs et nuls     | Votes blancs et nuls                      | 140 736   | 3,19  |       |        |               |  |  |  |
| Total                    | Total                                     | 4 408 490 | 100   | –     | 190    | en stagnation |  |  |  |
| Abstention               | Abstention                                | 3 737 058 | 45,88 |       |        |               |  |  |  |
| Inscrits / participation | Inscrits / participation                  | 8 145 548 | 54,12 |       |        |               |  |  |  |